# Flaminia Jandolo
Flaminia Jandolo (Roma, 11 febbraio 1930 – Roma, 22 maggio 2019) è stata un'attrice, doppiatrice e direttrice del doppiaggio italiana.

## Biografia
Nata in una famiglia di artisti, era figlia della scrittrice Rina De Felici. Fu sposata con il dialoghista e sceneggiatore Alberto Piferi, da cui ebbe i figli Leonardo e Susanna, anch'essi dialoghisti, e Caterina, assistente al doppiaggio; il matrimonio terminò col divorzio. Era anche nipote dell'antiquario e poeta romano Augusto Jandolo.
Lavorò sin da bambina nella prosa radiofonica della RAI all'interno della Compagnia di Prosa di Radio Roma e in quella del Teatro comico.
Tra le attrici a cui prestò la voce si ricordano Brigitte Bardot, Lorraine Gary, Dorothy Provine, Debbie Reynolds, Frances Lee McCain, Sue Oaks, Jean Simmons, Joan Plowright, Felicia Farr, Joanne Woodward, Maggie Smith, Linda Evans, Joyce Bulifant, Diane Baker e Marla Landi.
Fu molto attiva anche nel cinema d'animazione Disney dando la voce a Lilli in Lilli e il vagabondo (1955), alla fata Serenella in La bella addormentata (1959), a Peggy in La carica dei cento e uno (1961), ad Anastasia in Cenerentola (doppiaggio del 1967) e alla madre di Tamburino in Bambi (doppiaggio del 1968).
Non tantissimi i film in cui recitò: si ricorda soprattutto Carmela è una bambola di Gianni Puccini (1958), in cui venne doppiata da Deddi Savagnone.
Flaminia Jandolo muore a Roma il 22 maggio 2019 a 89 anni.

## Doppiaggio

### Cinema
- Brigitte Bardot in Grandi manovre, Miss spogliarello, Piace a troppi, Gli amanti del chiaro di luna, Femmina, Babette va alla guerra, A briglia sciolta, Viva Maria!, Tre passi nel delirio
- Debbie Reynolds in Cantando sotto la pioggia
- Angela Lansbury in La lunga estate calda, La più grande storia mai raccontata
- Joanne Woodward in Giovani senza domani
- Lee Grant in La valle delle bambole, Buonasera, signora Campbell, Teachers
- Judi Dench in Il terzo segreto, Sherlock Holmes: notti di terrore
- Judi Meredith in Passi nella notte
- Phillip Alford in Il buio oltre la siepe
- Soledad Miranda in Sugar Colt
- Dominique Minot in Sciarada
- Eva Axén in Suspiria
- Carole Shelley in La strana coppia
- Diane Baker in Marnie
- Iris Berben in Vamos a matar compañeros
- Pamela Tiffin in Straziami ma di baci saziami
- Elaine May in È ricca, la sposo e l'ammazzo
- Erna Schürer in Erotissimo
- Ira Fürstenberg in Processo per direttissima
- Frances Lee McCain in Ritorno al futuro
- Dolly Sharp in La vera gola profonda
- Candy Clark in L'uomo che cadde sulla Terra
- Catherine Lacey in La signora scompare (doppiaggio tardivo)
- Mara Lane in Le avventure di Giacomo Casanova
- Ursula Andress in Le avventure di Giacomo Casanova
- Marina Vlady in Il ladro della Gioconda
- Myriam Bru in Appassionatamente, Le due orfanelle
- Nadia Gray in Due per la strada
- Malisa Longo in La bella Antonia, prima monica e poi dimonia, Le guerriere dal seno nudo
- Dominique Boschero in Il prato macchiato di rosso
- Nadia Cassini in Ecco lingua d'argento
- Patrizia Webley in Classe mista
- Vera Miles in Wyoming, terra selvaggia
- Silvia Monti in Una lucertola con la pelle di donna
- Liliana Bonfatti in Le ragazze di piazza di Spagna, Il viale della speranza
- Valeria Moriconi in Gli innamorati, Guardia, guardia scelta, brigadiere e maresciallo, I dritti
- Lorella De Luca e una ragazza in bikini in Poveri ma belli, Belle ma povere
- Irene Cefaro in Uomini e lupi
- Scilla Gabel in I ragazzi dei Parioli
- Liana Orfei in Il cavaliere dai cento volti
- Annabella Incontrera in 7 scialli di seta gialla
- Karin Schubert in L'infermiera nella corsia dei militari
- Elisa Mainardi in Stato interessante
- Marisa Laurito in Pari e dispari
- Fran Fullenwider in L'affittacamere
- Anna Galiena in Laggiù nella giungla
- Gina Rovere in C'era un castello con 40 cani
- Janet Leigh in Halloween - 20 anni dopo
- Fulvia Franco in A noi piace freddo...!
- Raffaella Carrà in Il colonnello Von Ryan
- Licinia Lentini in Avere vent'anni
- Cristina Gajoni in Furia a Marrakech
- Milena Vukotic in La cintura di castità
- Carmel McSharry in Il piccolo Lord
- Lorraine Gary in Lo squalo (ed. 1975) e Lo squalo 2
- Jean Marsh in Cleopatra
- Mai Zetterling in Chi ha paura delle streghe?
- Una O'Connor in La moglie di Frankenstein (ridoppiaggio)
- Renée Taylor in Una splendida canaglia
- Yvonne Shima in Astronauti per forza
- Farrah Fawcett in La fuga di Logan
- Ann-Marie Wiman in Il posto delle fragole
- Pamela Searle in Una sposa per due
- Colette Descombes in Addio, Alexandra
- Françoise Hardy in Grand Prix
- Rosalba Neri in Colpo grosso... grossissimo... anzi probabile

### Televisione
- Jaclyn Smith in Charlie's Angels
- Avril Elgar in George e Mildred
- Pamela Kosh in Alias
- Julie Adams in Ellery Queen

### Telenovelas
- Beatriz Segall in Agua Viva
- Lita Soriano in Manuela
- Cecilia Villarreal in Topazio

### Animazione
- Peggy in La carica dei cento e uno
- Peste Zezè in Le 13 fatiche di Ercolino
- Fata Serenella in La bella addormentata nel bosco
- Arpa Canterina in Bongo e i tre avventurieri / Topolino e il fagiolo magico (ed. 1952)
- Signora Brisby in Brisby e il segreto di NIMH
- Anastasia in Cenerentola (ed. 1967)
- Lilli in Lilli e il vagabondo (ed. 1955)
- Madre di Tamburino in Bambi (ed. 1968)
- Nonna nei cortometraggi edizione anni sessanta dei Looney Tunes e in Le 1001 favole di Bugs Bunny
- Cindy in Yogi, Cindy e Bubu

## Direzione del doppiaggio
- La gnomo mobile (doppiaggio tardivo)
- Scimmie, tornatevene a casa (doppiaggio tardivo)
- Conseguenze pericolose
- Angel of destruction
- Lunar Cop - Poliziotto dello spazio
- Agguato tra i ghiacci
- Una lunga striscia di sangue
- 800 leghe lungo il Rio delle Amazzoni
- Nessuno mi crederà (ridoppiaggio)
- Sottile come la morte[1]

## Prosa radiofonica Rai
- Cavalleria Rusticana, un atto di Giovanni Verga, regia di Pietro Masserano Taricco, trasmesso il 25 settembre 1948
- Il vezzo di perle, commedia di Sem Benelli, regia di Alberto Casella, trasmessa il 23 gennaio 1950.
- I compagni della cattiva strada, di Samy Fayad, regia di Anton Giulio Majano, trasmessa il 9 novembre 1951
- La domenica della buona gente, radiodramma di Gian Domenico Giagni e Vasco Pratolini, regia di Anton Giulio Majano, trasmessa nel 1952.
- Liolà, di Luigi Pirandello, regia di Alberto Casella, trasmessa il   1 giugno 1951
- Solitudine estrema, di Gian Francesco Luzi, regia di Guglielmo Morandi, trasmessa il 19 ottobre 1951.
- Ricordo la mamma , commedia di Jon Van Dutren, regia di Anton Giulio Majano, trasmessa il 24 dicembre 1951.
- Chopin, radiodramma di Alberto Casella, regia di Alberto Casella, trasmessa il 28 dicembre 1951.
- Un marito idealae, di Oscar Wilde, regia di Anton Giulio Majano, trasmessa il 25 agosto 1952
- Cristoforo Colombo, di opera radiofonica di Alberto Savinio, regia di Anton Giulio Majano, trasmessa il 8 ottobre 1952.
- I fiori tu non devi coglierli, radiodramma di Tyrone Guthrie, regia di Anton Giulio Majano, trasmessa il 21 ottobre 1953.
- Cronaca a Olimpia, radiodramma di Alberto Perrini e Remo Pascucci, regia di Gian Domenico Giagni, trasmesso il 2 giugno 1955.
- La vita e la morte di Re Giovanni, dramma di William Shakespeare, regia di Pietro Masserano Taricco, trasmesso il 22 aprile 1956
- L'aratro e le stelle, dramma di Sean O'Casey, regia di Pietro Masserano Taricco, trasmesso il 13 maggio 1956
- Autostrada, radiodramma di Lucille Fletcher, regia di Alberto Casella, trasmessa il 4 luglio 1957.

## Filmografia
- Solo per te Lucia, regia di Franco Rossi (1952)
- Carmela è una bambola, regia di Gianni Puccini (1958)
- Pianeta Venere, regia di Elda Tattoli (1974)